# Angriff auf die Supung-Staumauer
Der Angriff auf die Supung-Staumauer bezeichnet eine Serie von Luftangriffen im Koreakrieg gegen mehrere nordkoreanische Staudämme und hydroelektrische Anlagen, durchgeführt von US-amerikanischen und südafrikanischen Streitkräften.

## Hintergrund
Der Supung-Staudamm war damals der viertgrößte seiner Art weltweit und verantwortlich für die Stromversorgung weiter Teile des Westens Nordkoreas sowie der chinesischen Regionen Lüshunkou und Dalian im Nordwesten des Landes. Weitere Ziele der Luftangriffe der UN waren die Staudämme Fusen, Choshin und Kyosen. Insgesamt wurden 13 hydroelektrische Anlagen bombardiert.

## Ziel der Angriffe
Durch die Angriffe auf die nordkoreanischen Staudämme sollte hauptsächlich politischer Druck aufgebaut werden, um die ausgesetzten Verhandlungen über eine Waffenruhe, die von China, Nordkorea und der UNO in Panmunjeom geführt wurden, zu beeinflussen.

## Ergebnis
Durch die Luftangriffe wurden 90 % der bombardierten Einrichtungen zerstört, wodurch die Stromversorgung in Teilen Chinas und in Nordkorea für zwei Wochen ausfiel.